# Desigualdade de Minkowski
Em teoria da medida e integraçao, a Desigualdade de Minkowski permite  definir uma estrutura de espaço vetorial normado em  Lp . 
Seja {\displaystyle S} um espaço normado, {\displaystyle 1\leq p\leq \infty \,} e {\displaystyle f\,} e {\displaystyle g\,} elementos de {\displaystyle L^{p}(S)\,}. Então {\displaystyle f+g\,} é um elemento de {\displaystyle L^{p}(S)\,}, e temos a Desigualdade de Minkowski:
{\displaystyle \left\|f+g\right\|_{p}\leq \left\|f\right\|_{p}+\left\|g\right\|_{p}.}
A igualdade irá acontecer somente no caso de {\displaystyle f} e {\displaystyle g} serem linearmente dependentes.
A Desigualdade de Minkowski é o análogo  de uma  desigualdade triangular em {\displaystyle L^{p}(S)\,}. 
Assim como a Desigualdade de Hölder, a desigualdade de Minkowski pode ser estabelecida para sequências e vetores usando a Norma {\displaystyle \ell ^{p}}:
{\displaystyle \left(\sum _{k=1}^{n}|x_{k}+y_{k}|^{p}\right)^{1/p}\leq \left(\sum _{k=1}^{n}|x_{k}|^{p}\right)^{1/p}+\left(\sum _{k=1}^{n}|y_{k}|^{p}\right)^{1/p}}
onde {\displaystyle x_{1},\cdots ,\ x_{n},\ y_{1},\cdots ,\ y_{n}} são números reais (ou números complexos) e {\displaystyle n} é a cardinalidade de {\displaystyle S}.

## Demonstração
Dado {\displaystyle p>1\,}, tome {\displaystyle q\,} tal que {\displaystyle 1/p+1/q=1\,}.
Por definição temos que
{\displaystyle \left\|f+g\right\|_{p}^{p}=\int |f+g|^{p}d\mu =\int |f+g||f+g|^{p-1}d\mu \,}
Pela desigualdade triangular podemos  afirmar que
{\displaystyle \left\|f+g\right\|_{p}^{p}\leq \int \left|f\right|\left|f+g\right|^{p-1}d\mu +\int \left|g\right|\left|f+g\right|^{p-1}d\mu \,}
Pela Desigualdade de Hölder temos que
{\displaystyle \int \left|f\right|\left|f+g\right|^{p-1}d\mu \leq \left\|f\right\|_{p}\left\|\left(f+g\right)^{p-1}\right\|_{q}\,}
Mas, por definição da norma,
{\displaystyle \left\|\left(f+g\right)^{p-1}\right\|_{q}=\left(\int \left|\left(f+g\right)^{p-1}\right|^{q}\right)^{\frac {1}{q}}=\left(\int \left|\left(f+g\right)\right|^{p}\right)^{\frac {p-1}{p}}=\left\|f+g\right\|_{p}^{p-1}\,}
uma vez que {\displaystyle (p-1)q=p} e {\displaystyle 1/q=1-1/p}.
Daí concluímos que
{\displaystyle \left\|f+g\right\|_{p}^{p}\leq \left(\left\|f\right\|_{p}+\left\|g\right\|_{p}\right)\left\|f+g\right\|_{p}^{p-1}\,}
Obtemos, então, a desigualdade de Minkowski dividindo ambos os lados por 
{\displaystyle \left\|f+g\right\|_{p}^{p-1}\,}.
{\displaystyle \left\|f+g\right\|_{p}^{p-1}\,}. .